# Hypostomus rhantos
Hypostomus rhantos är en fiskart som beskrevs av Armbruster, Tansey och Nathan K. Lujan 2007. Hypostomus rhantos ingår i släktet Hypostomus och familjen Loricariidae. Inga underarter finns listade i Catalogue of Life.